# Jacques Hoden
Jacques Hoden, né à Nogent-sur-Marne en 1938, est un photographe et pilote automobile français.

## Biographie
Jacques Hoden entre à l'École nationale supérieure Louis-Lumière à Paris en 1956. Il sera reporter photographe au Service cinématographique des Armées (aujourd'hui ECPAD) de 1958 à 1960.
Il est photographe indépendant et a créé l'agence photographique Kachina Images. Parallèlement, il est l'animateur de l'American Western & Country Association (AWCA), association culturelle sur l'Ouest américain.
Également pilote automobile, il a participé à plusieurs éditions des 24 Heures du Mans et du Tour de France automobile.

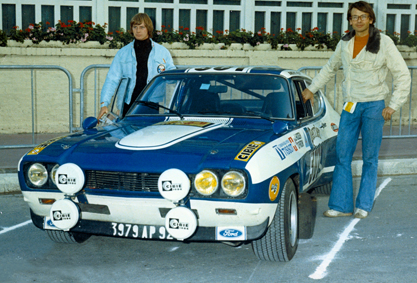
Grand National 1972 Tour Auto sur Ford Capri avec pour copilote Didier Pironi.

## Collections, expositions
- Rodeo, Amérindiens
- Exposition sur les visages de l'Ouest américain à la Galeria, Houston, Texas, USA
- Exposition sur les montgolfières aux Montgolfiades de Rocamadour, Lot, France
- Edition en préparation, livre sur le rodeo